# 薇诺娜·瑞德
薇诺娜·劳拉·霍洛威兹（英語：Winona Laura Horowitz，1971年10月29日—），藝名薇诺娜·瑞德（英語：Winona Ryder，/ˈraɪ.dər/，音譯賴德），是一位美国演员和电影制作人。最初以古怪的角色出演而聞名，瑞德在1990年代以各種不同風格的表演聲名大噪。並獲得了許多榮譽，包括金球奖、格萊美獎提名、英国电影学院奖提名和兩次奧斯卡金像獎提名。
在參演《美國小子》（1986年）作為電影處女作後，瑞德因出演蒂姆·伯顿執導的《阴间大法师》（1988年）而受到關注。她在《希德姐妹幫》（1989年）、《風情媽咪俏女兒》（1990年）、《剪刀手爱德华》（1990年）和《吸血殭屍：驚情四百年》（1992年）等重要角色中嶄露頭角。她因在马丁·斯科塞斯的《純真時代》（1993年）中飾演社交名媛梅·韋蘭德和《小婦人》（1994年）中的喬而獲得評論家的好評和兩次奧斯卡金像獎提名。
2002年，賴德主演的《凸槌大亨》在影評界評價不佳，但票房大獲成功，之後他的職業生涯開始下滑，並使得他暫時退出電影界。2009年，賴德重返大螢幕並在知名系列《星際爭霸戰》中演出。2010年，她主演了電視電影《當愛已不足：羅伊斯·威爾遜的故事》並在《黑天鵝》中擔任配角。他再次波頓合作拍攝了《怪誕復活狗》（2012年）。自2016年以來，他在Netflix科幻恐怖系列《怪奇物語》中飾演喬絲·拜爾斯，為此獲得了金球獎提名，並在2020年主演了HBO劇情迷你影集《對抗美國的陰謀》。
瑞德的个人生活引起了媒体的广泛关注，其中與強尼·戴普在1989年至1993年的戀情以及2001年因店竊案被捕均成為八卦新聞的焦點。2000年，賴德在好萊塢星光大道上獲得了一顆星。

## 早年经历
薇諾娜·劳拉·霍洛威兹出生于美國明尼苏达州的威诺纳。她的母亲辛西娅·帕尔默（Cynthia Palmer）是一名作家，影片制作人和编辑。她的父亲麦克·霍洛威兹（Michael Horowitz）是一名作家，编辑，出版商和古籍书商。她的父亲是犹太人（他的家人从俄罗斯和罗马尼亚移民而来）。她有一个弟弟——尤里（得名于前苏联太空人尤里·加加林），一个同父异母的哥哥——祖巴和一个同父异母的姐姐——珊雅达。
薇諾娜在七岁时举家搬迁到彩虹（加利福尼亚州依尔克附近的一个乡镇），他们和另外七个家庭生活在那里的一片三百英亩（一点二平方公里）的土地上。由于那里没有收音機或电视机，薇諾娜开始喜欢阅读。她的母亲利用农舍播放一些影片，从而激发她对演艺的兴趣。
在十岁那年，薇諾娜和家人再次搬迁到加利福尼亚州的佩塔卢马。不过瘦弱的她在当地的一所初中才就读了一个礼拜，就因被误认为是一个“同性恋男生”而被一帮坏学生欺凌。结果，那年她得以在家读书。1983年，12岁的瑞德开始到旧金山附近的美国戏剧学院修演艺课。同一年，她差点淹死，这导致她患上了恐水症。这种心理创伤后来导致《异形4：浴火重生》中的水下场景出现了许多问题，其中一些场景不得不多次重新拍摄。1989年，薇諾娜以4.0的GPA成绩从Petaluma高中毕业。

## 银幕生涯

### 1985 - 1990
1985年，瑞德寄出了一个试演录影带，希望能在电影《Desert Blom》里串上一角，但是不获录用。尽管如此，一位叫大卫·塞尔哲的作家和导演对她印象深刻，并让她在《美国小子》里饰演主角的朋友。之后她选择把自己的姓氏改为“瑞德”（片中播放了他父亲喜欢的米奇·瑞德专辑的背景音乐），做为她在片尾工作人员名单出现的名字。
她在下一部电影《少女离家时》（1987）里面的少年角色，成为了一座衔接两个不同世界（偏壤的传统农场和典型大都市）的桥梁。瑞德在剧中的演出被洛杉矶时报评为“一个值得注意的处女作”。但是，这两部电影并没有让瑞德引起大家的关注，而且它们仅在商业上取的了部分成功。瑞德的下一个角色是出现在由蒂姆·伯顿在1988年所导演的《阴间大法师》，她在影片中饰演了一个穿著歌德式服装的颓丧少女 - Lydia Deetz。Lydia一家迁入了一间幽灵鬼屋，Lydia后来发现她自己是唯一怜悯众鬼及它们的处境的人。这部电影的票房成功，瑞德的表现和整体影片获得了绝大多数的正面评价。
1989年，瑞德在黑色喜剧，《希德姐妹帮》中亮相。这部影片以讥讽高中生活为主，瑞德的角色Veronica Sawyer，是一个以反暴力为解决纠纷之道的高中女生，而她最终被逼在跟随大众意愿和自己的心灵之间做出抉择。瑞德的经理人曾恳求她放弃演出，理由是此剧会“糟蹋了她的前途”。这部影片初次上映时在票房上遭遇挫折，但录影带在发行后却取得高销售量和出租量。尽管大家对影片中出现争议性的少年暴力事件反应冷淡，但瑞德的表现还是可圈可点。《华盛顿邮报》此评道“好莱坞最受曙目的天真无邪的少女...瑞德...让我们爱上她的少年凶犯角色：一个机灵，有趣，带有一丝Bonnie Parker（美国二十世纪初声名狼藉的女罪犯）影子的女孩子。她是续《Gregory's Girl》内纯洁无辜的少女之后最可爱，最精选的年轻角色”。那年之后，她主演了《大火球》里Jerry Lee Lewis的十三岁新娘。这部影片显然是票房毒药，但却得到适中的好评。
1990年，瑞德在三部片子中演出，第一部是和她后来的男友，尊尼·特普一起主演的《剪刀手爱德华》（1990年）。这部电影再度捧红了在《阴间大法师》里合作过的蒂姆·伯顿和瑞德。《剪刀手爱德华》成为了90年代最赚钱的电影之一，并被The Austin Chronicle双周报形容为“绝对迷人的童话故事”。后来，她去了意大利罗马拍弗朗西斯·科波拉的《教父III》。后来她以一天早上「完全不能起床」为由辞演了此片，生病让瑞德取消了这计划。而这个决定让相关单位在寻找替代角色方面遇到了一些困难，最终她的角色由科波拉的女儿蘇菲亞·柯波拉获得。
瑞德的下一个角色出现在《Mermaids》台譯：風情妈咪俏女兒（1990年）。此片的阵容包括了雪兒，姬絲汀娜·莉芝和鲍勃·霍斯金斯，而电影取得了一定的成就。瑞德凭Charlotte Flax一角，获得了金球獎最佳女配角提名。与此同时，瑞德与雪兒及姬絲汀娜·莉芝，一齐为电影主题曲”The Shoop Shoop Song”的录像演出。瑞德那年的最后一部电影为反应平平的《我很酷，但我很精灵》。

### 1991 - 1995
1991年，瑞德在吉姆·賈木許的《地球之夜》中饰演一个年轻的出租车司机。这部电影虽然是限时上映，但却获得了好评。雷德随后在《吸血殭屍：驚情四百年》（1992年）中饰演德古拉伯爵的转世情人米娜-穆雷和德古拉的旧情人伊莉莎贝塔公主的双重角色，该片她的表现引起了导演弗朗西斯·科波拉的注意。 1993年，她主演了根据伊莎貝·阿言德小说改编的剧情片《金色豪門》。瑞德在剧中饰演安东尼奥·班德拉斯角色的爱慕对象。该片主要在丹麦和葡萄牙进行拍摄。电影的评价很差，票房惨淡，4000万美元的预算只获得600万美元的收入。
瑞德与蜜雪兒·菲佛和丹尼爾·戴-劉易斯主演了《纯真年代》，该片根据伊迪丝·华顿的小说改编，由导演马丁·斯科塞斯执导，瑞德认为他是 "世界上最好的导演"。 在影片中，瑞德在片中饰演梅·维兰，是纽兰·阿切尔（戴-劉易斯）的未婚妻。该片以19世纪70年代为背景，主要在纽约和巴黎拍摄。她在这部电影中的角色为她赢得了金球奖最佳女配角奖，并获得了奥斯卡同一奖项提名。 虽然商业上的不是很成功，但该片获得了好评。文森特·坎比在《纽约时报》上写道："瑞德女士饰演的这个可爱的年轻女孩非常出色，她的性格坚韧不拔，既出于无知，又出于私心。"瑞德本来打算与演员瑞凡·費尼克斯主演《破碎的梦想》。但由于1993年后者的英年早逝，该项目被搁置。
瑞德的下一个角色是在班·史提勒执导的 "X世代"电影《四个毕业生》（1994年）中饰演一个寻找人生方向的年轻女性。她的表演获得了好评，片方希望这部电影能获得可观的收入，但却没有像预期的那样赚钱。"环球影业的营销副总裁Bruce Feldman说："媒体给它贴上了‘X世代’的标签，而我们则认为这是一部具有广泛吸引力的喜剧片。"制片厂在选择的节目中投放了电视广告，因为它对12至34岁的年轻人有吸引力，而在采访中，班·史提勒也小心翼翼地避免提及 "X世代"。
1994年，瑞德在《小婦人》（根据露意莎·梅·奧爾柯特的同名小说改编）中饰演约瑟芬·马奇一角。这部电影获得了广泛的好评，《纽约时报》的评论家Janet Maslin写道，这部电影是对小说最伟大的改编，并对瑞德的表演进行了评价："瑞德女士，在辉煌的今年在《四个毕业生》中也有同样出色的喜剧表演。她饰演的Jo，充满了火花和自信，她的活力四射为影片增添了一个吸引人的亮点，她在片中饰演的自称'家庭中的男人'，恰到好处地表现出了她的坚毅。"次年，她获得了奥斯卡最佳女主角提名。
她在《辛普森一家》剧集"莉萨的劲敌"中客串阿利森·泰勒，她聪明过人的个性使她成为莉萨·辛普森的竞争对手。她的下一个主演角色是在《恋爱编织梦》（1995年）中，该片改编自惠特尼·奥托的同名小说，由安妮·班克罗夫特、马娅·安杰卢和艾倫·鮑絲汀联合主演。瑞德饰演的是一位大学毕业生，她用暑假的间隙在祖母的庄园里思考男友最近的求婚。该片的票房接近预算的四倍，影评人的评价褒贬不一。

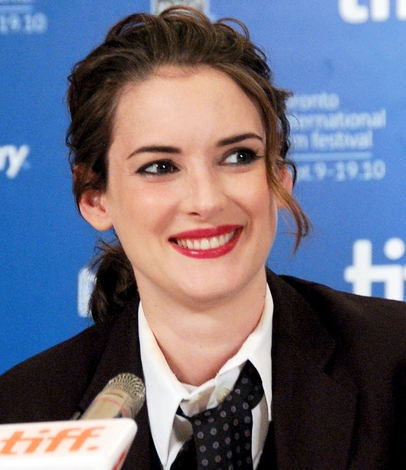
2010年多倫多國際影展上的薇諾娜·瑞德

## 个人生活

### 情感生活
从1990年7月开始，瑞德与演员约翰尼·德普订婚三年。两人在电影《大火球》1989年6月的首映礼上相遇，两个月后开始约会。二者分手后，她与灵魂收容所乐队成员Dave Pirner约会了好几年，即使在分手后仍然“非常亲近”。她在20世纪90年代末到21世纪初与马特·达蒙约会，自2011年以来她一直与Scott Mackinlay Hahn交往。

### 偷窃事件
2001年12月12日因为偷窃价值5500美元的衣服饰件被捕，最后获得了从轻发落，得到了不控诉式行为不检点纪录。最后除去夜盗一条外，四条控罪中的严重盗窃，店铺盗窃和破坏都成立。她被判处三年民事观察，3,700美元罚金，6355美元给百货商场的赔偿和480小时劳动，还被命令接受心理与药物辅导。2004年又改其记录为轻罪。

## 影视作品

### 电影
| 年份 | 译名标题               | 原名标题                                | 角色                            | 备注                                                                     |
| ---- | ---------------------- | --------------------------------------- | ------------------------------- | ------------------------------------------------------------------------ |
| 1986 | 《美国小子》           | Lucas                                   | Rina                            |                                                                          |
| 1987 | 《少女离家时》         | Square Dance                            | Gemma Dillard                   |                                                                          |
| 1988 | 《阴间大法师》         | Beetlejuice                             | Lydia Deetz                     |                                                                          |
| 1988 | 《1969》               | 1969                                    | Beth Karr                       |                                                                          |
| 1988 | 《希德姐妹帮》         | Heathers                                | Veronica Sawyer                 |                                                                          |
| 1989 | 《大火球》             | Great Balls of Fire!                    | Myra Gale Lewis                 |                                                                          |
| 1990 | 《我很酷，但我很精灵》 | Welcome Home, Roxy Carmichael           | Dinky Bossetti                  |                                                                          |
| 1990 | 《剪刀手爱德华》       | Edward Scissorhands                     | Kim Boggs                       | 提名土星獎最佳女主角                                                     |
| 1990 | 《風情媽咪俏女兒》     | Mermaids                                | Charlotte Flax                  | 提名金球獎最佳電影女配角                                                 |
| 1991 | 《地球之夜》           | Night on Earth                          | Corky (出租车司机)              |                                                                          |
| 1992 | 《吸血鬼：真愛不死》   | Bram Stoker s Dracula                   | Wilhelmina "Mina" Murray        | 提名土星獎最佳女主角                                                     |
| 1993 | 《纯真年代》           | The Age of Innocence                    | May Welland                     | 金球獎最佳電影女配角 提名奧斯卡最佳女配角獎 提名英國電影學院獎最佳女配角 |
| 1993 | 《金色豪门》           | The House of the Spirits                | Blanca Trueba                   |                                                                          |
| 1994 | 《四个毕业生》         | Reality Bites                           | Lelaina Pierce                  |                                                                          |
| 1994 | 《小妇人》             | Little Women                            | Josephine "Jo" March            | 提名奧斯卡最佳女主角獎                                                   |
| 1995 | 《编织恋爱梦》         | How to Make An American Quilt           | Finn Dodd                       |                                                                          |
| 1996 | 《小子成熟时》         | Boys                                    | Patty Vare                      |                                                                          |
| 1996 | 《寻找理查》           | Looking for Richard                     | Lady Anne                       | 纪录片                                                                   |
| 1996 | 《萨勒姆的女巫》       | The Crucible                            | Abigail Williams                |                                                                          |
| 1997 | 《异形4：浴火重生》    | Alien Resurrection                      | Annalee Call                    | 提名土星獎最佳女配角                                                     |
| 1998 | 《名人百態》           | Celebrity                               | Nola                            |                                                                          |
| 1999 | 《女生向前走》         | Girl, Interrupted                       | Susanna Kaysen                  | 兼任执行制片                                                             |
| 1999 | 《傀儡人生》           | Being John Malkovich                    | 她自己                          | 资料视频                                                                 |
| 2000 | 《纽约的秋天》         | Autumn in New York                      | Charlotte Fielding              |                                                                          |
| 2000 | 《勾魂时分》           | Lost Souls                              | Maya Larkin                     |                                                                          |
| 2001 | 《名模大間諜》         | Zoolander                               | 她自己                          | 未出现在演员表，客串                                                     |
| 2002 | 《凸槌大亨》           | Mr. Deeds                               | Babe Bennett / Pam Dawson       |                                                                          |
| 2002 | 《虚拟偶像》           | Simone                                  | Nicola Anders                   |                                                                          |
| 2003 | 《神弃》               | The Day My God Died                     | 旁白                            | 纪录片，兼任制片                                                         |
| 2004 | 《巧克力猫王》         | The Heart Is Deceitful Above All Things | Psychologist                    | 未出现在演员表                                                           |
| 2006 | 《达尔文奖》           | The Darwin Awards                       | Siri Taylor                     |                                                                          |
| 2006 | 《盲区行者》           | A Scanner Darkly                        | Donna Hawthorne                 |                                                                          |
| 2007 | 《哈拉十诫》           | The Ten                                 | Kelly LaFonda                   |                                                                          |
| 2007 | 《性和死亡101》        | Sex and Death 101                       | Gillian De Raisx / Death Nell   |                                                                          |
| 2007 | 《欢迎》               | Welcome                                 | Cynthia                         | 短片                                                                     |
| 2008 | 《最後的話》           | The Last Word                           | Charlotte Morris                |                                                                          |
| 2009 | 《睡莲》               | Water Pills                             | Carrie                          | 短片                                                                     |
| 2009 | 《线人》               | The Informers                           | Cheryl Laine                    |                                                                          |
| 2009 | 《皮帕李的私生活》     | The Private Lives of Pippa Lee          | Sandra Dulles                   |                                                                          |
| 2009 | 《保持冷静》           | Stay Cool                               | Scarlet Smith                   |                                                                          |
| 2009 | 《星际迷航》           | Star Trek                               | Amanda Grayson                  | 客串                                                                     |
| 2010 | 《黑天鵝》             | Black Swan                              | Beth MacIntyre / The Dying Swan |                                                                          |
| 2010 | 愛無止境               | When love is not enough                 | Lois Wilson                     |                                                                          |
| 2011 | 《劈腿困境》           | The Dilemma                             | Geneva Backman                  |                                                                          |
| 2012 | 《科学怪狗》           | Frankenweenie                           | Elsa Van Helsing                | 配音                                                                     |
| 2012 | 《信》                 | The Letter                              | Martine                         |                                                                          |
| 2012 | 《急凍殺手》           | The Iceman                              | Deborah Kuklinski               |                                                                          |
| 2013 | 《家園防線》           | Homefront                               | Sheryl Mott                     |                                                                          |
| 2015 | 《米爾格倫實驗者》     | Experimenter                            | Sasha Menkin Milgram            |                                                                          |
| 2018 | 《婚禮冤家》           | Destination Wedding                     | Lindsay                         |                                                                          |
| 2022 | 《夜中消失》           | Gone in the Night                       | Kath                            |                                                                          |
| 2024 | 《阴间大法师2》        | Beetlejuice2                            | Lydia Deetz                     |                                                                          |

### 电视
| 年份      | 译名标题           | 原名标题                                       | 角色                      | 备注 |
| --------- | ------------------ | ---------------------------------------------- | ------------------------- | --- |
| 1994      | 《辛普森一家》     | The Simpsons                                   | Allison Taylor (配音)     | 标题： "Lisa's Rival" |
| 1996      |                    | Dr. Katz, Professional Therapist               | Winona (配音)             | 标题： "Monte Carlo" |
| 1998      | 《拉里·桑德斯秀》  | The Larry Sanders Show                         | 她自己                    | 标题： "Another List" |
| 2000      | 《带糖的陌生人》   | Strangers with Candy                           | Fran                      | 标题： "The Last Temptation of Blank" |
| 2001      | 《老友记》         | Friends                                        | Melissa Warburton         | 标题： "瑞秋的同性之吻" |
| 2002      | 《周六夜现场》     | Saturday Night Live                            | 主持                      | 标题： "Winona Ryder/Moby" |
| 2010      | 《仅有爱是不够的》 | When Love Is Not Enough: The Lois Wilson Story | Lois Wilson               | 电视电影 提名—卫星奖最佳电视电影/迷你剧女演员 提名—美国演员工会最佳电视电影/迷你剧女演员奖                                                                                      |
| 2013–2014 | 《醉酒史》         | Drunk History                                  | 玛丽·戴尔 / Peggy Shippen | 2集 |
| 2014      | 《強尼之危機四伏》 | Turks & Caicos                                 | Melanie Fall              | 电视电影 |
| 2015      | 《黑色乌托邦》     | Show Me a Hero                                 | Vinni Restiano            | 4集 提名—美国电视评论家选择奖电视电影/迷你剧最佳女配角 |
| 2016–至今 | 《怪奇物语》       | Stranger Things                                | 喬絲·拜爾斯               | 主要角色 美国演员工会最佳剧情类影集整体演出奖 提名—金球奖最佳电视女演员奖－剧情类 提名—卫星奖最佳电视剧女演员 提名—美国演员工会最佳剧情类影集女演员奖 提名—土星奖最佳电视女演员 |
| 2020      | 《反美阴谋》       | The Plot Against America                       | Evelyn Finkel             | 6集 HBO |

## 奖项与提名

### 奥斯卡
| 年份 | 提名作品 | 奖项类别           | 结果 |
| ---- | -------- | ------------------ | ---- |
| 1993 | 纯真年代 | 奧斯卡最佳女配角獎 | 提名 |
| 1994 | 小妇人   | 奧斯卡最佳女主角獎 | 提名 |

### 金球奖
| 年份 | 提名作品       | 奖项类别                 | 结果 |
| ---- | -------------- | ------------------------ | ---- |
| 1991 | 风情妈咪俏女儿 | 最佳電影女配角           | 提名 |
| 1993 | 纯真年代       | 最佳電影女配角           | 獲獎 |
| 2016 | 怪奇物语       | 最佳电视女演员奖－剧情类 | 提名 |

### 英国电影学院奖
| 年份 | 提名作品 | 奖项类别   | 结果 |
| ---- | -------- | ---------- | ---- |
| 1993 | 纯真年代 | 最佳女配角 | 提名 |

### 美国演员工会奖
| 年份 | 提名作品       | 奖项类别                 | 结果 |
| ---- | -------------- | ------------------------ | ---- |
| 1995 | 编织恋爱梦     | 最佳群戏                 | 提名 |
| 2010 | 仅有爱是不够的 | 最佳迷你剧女主角         | 提名 |
| 2010 | 黑天鵝         | 最佳群戏                 | 提名 |
| 2016 | 怪奇物语       | 最佳剧情类影集女演员奖   | 提名 |
| 2016 | 怪奇物语       | 最佳剧情类影集整体演出奖 | 獲獎 |
| 2017 | 怪奇物语       | 最佳剧情类影集整体演出奖 | 提名 |